# Inga Thompson
Inga Thompson-Benedict, née le 27 janvier 1964 à Reno dans le Nevada, est une coureuse cycliste américaine des années 1980-90.
Elle est intronisée au Temple de la renommée du cyclisme américain en 2014.

## Palmarès
- 1984
  - 5e étape de la Coors Classic
  - 4e étape du Women's Challenge
  - 3e du Women's Challenge
- 1985
  - 8e et 11e étapes de la Coors Classic
  - Nevada City Classic
  - 2e étape du Women's Challenge
  - 2e du Women's Challenge
  - 2e de la Coors Classic
- 1986
  - Prologue, 3e (contre-la-montre), 6e et 8e étapes (contre-la-montre) de la Coors Classic
  - 5e (contre-la-montre) et 14e étapes (contre-la-montre) du Tour de France féminin
  - 2e du Postgiro féminin
  - 3e du Tour de France féminin
  - 3e de la Coors Classic
  - 3e du Super Prestige Pernod
- 1987
  -  Championne des États-Unis du contre-la montre
  - Women's Challenge :
    - Classement général
    - Prologue, 1re et 6e étapes

  - Bisbee Tour :
    - Classement général
    - 3e et 4e étapes

  - 4e étape du Tour du Texas
  - 1re étape de la Coors Classic
  -  Médaillée d'argent du championnat du monde du contre-la montre par équipes
  -  Médaillée d'argent sur route aux Jeux panaméricains
  - 3e du championnat des États-Unis sur route
- 1988
  -  Championne des États-Unis sur route
  - Bisbee Tour :
    - Classement général
    - 1re, 3e et 4e étapes

  - Coors Classic :
    - Classement général
    - Prologue, 2e et 4e étapes

  - 5e étape du Postgiro
  - 3e étape du Tour de la Drôme
  - 2e du Tour du Texas
  - 8e de la course en ligne aux Jeux olympiques'
- 1989
  - Bisbee Tour :
    - Classement général
    - Prologue, 1re et 2e étapes

  - 7e étape du Tour du Texas
  - Nevada City Classic
  - 3e du Tour de France féminin
  - 4e du championnat du monde sur route
- 1990
  -  Championne des États-Unis du contre-la montre
  - Bisbee Tour :
    - Classement général
    - 3 étapes

  - 8e étape du Tour du Texas
  - Women's Challenge : 
    - Classement général
    - 1re, 2e, 5e, 7e et 12e étapes

  -  Médaillée d'argent du  championnat du monde du contre-la montre par équipes
  - 2e de la Canadian Tire Classic
- 1991
  -  Championne des États-Unis sur route
  -  Championne des États-Unis du contre-la montre
  - 3e étape du Tour de l'Aude
  - 4e étape de l'Omloop van het Molenheike
  -  Médaillée d'argent du championnat du monde sur route
  - 3e du Hel van het Mergelland
  - 3e du Tour de l'Aude
- 1992
  - Bisbee Tour :
    - Classement général
    - 1re et 5e étapes

  - 10e, 11e et 12e étapes du Women's Challenge
  - 4e étape  du Tour de l'Aude (contre-la-montre)
  - Tour des Vosges
  - 2e du championnat des États-Unis sur route
  - 2e du Women's Challenge
  - 3e du Tour de l'Aude
- 1993
  -  Championne des États-Unis sur route